# 黄桥镇 (泰兴市)
黄桥镇是中国江苏省泰兴市的一个镇，是一座具有悠久历史的千年古镇和丰厚底蕴的文化名镇，更是闻名全国的红色重镇和充满激情的苏中新城。是泰兴市统筹城乡发展的“副中心”、泰州市区域发展“小城市”、江苏省经济发达镇行政管理体制改革试点镇。

## 历史沿革
黄桥，始称“永丰里”，又名“黑松林”。据史料记载，黄桥地区约成陆于新石器时代。

### 汉
- 汉高祖12年（公元前195年），封刘濞为吴王，“都广陵”（今扬州市），设海陵仓于泰州，黄桥依仓采名曰“永丰里”，即预祝此地永远丰裕，使海陵仓足廪实。武元帝元狩六年（公元前117年），置海陵县，永丰里属海陵县。此后至太康元年（公元280年）近500年几经兴废，永丰里已宛若“世外桃源”。黄桥家喻户晓的顾孝子之父顾慈即于唐末携妇将雏避乱于“永丰里”。（《新唐书·昭宗记》）

### 五代十国
- 南唐升元元年（公元937年），泰兴建县后，设太平乡，永丰里属太平乡，此后已发展成为规模不小的集镇。

### 宋
- 北宋熙宁年间（公元1075左右）建永丰镇（据乾隆四十年《重修城隍庙碑记》推考）。
- 南宋建炎四年（公元1130年），岳飞任通泰镇抚使兼知泰州，部将牛皋驻扎黄桥，现有牛皋洗马池、藏兵洞（武器库）、牛皋旗杆等遗址、遗物。

### 明
- 明洪武初，永丰镇域已具一定规模。加之“百川会通、民利灌溉、土田饶沃、物产丰盛”，永丰镇正式改名为“黄桥镇”（《明史·地理志》）。设巡检司。泰兴县令吕秉直建黄桥巡检司衙门于黄桥西街，专任捕盗、防务，缉私盐、课税等务。
- 嘉靖年间，黄桥成防倭要地，凤阳巡抚李遂为防止倭寇经黄桥逼瓜、仪，侵犯南部，阻断粮道，命卫指挥王复乾镇守泰兴、黄桥。
- 嘉靖三十八年（公元1559年）倭兵突奔如皋，驻黄桥千户王良领兵与寇半途遭遇，杀死倭寇14人，王良父子及把赵总赵世勋、韩胤等阵亡，里人“卜镇西二十八亩地命工构堂塑像”（何栗、忠义祠碑记略）以祀之。

### 清
- 清康熙朝，黄桥已成巨镇。
- 雍正十三年裁革里甲，全县分为四辖，黄桥称“黄辖”，辖内自然村逾150个。
- 乾隆二年“右哨把总自凌家港调驻黄桥”，“今制黄桥汛右哨把总一名协防”，黄桥已成汛防要地。

著名宰相刘墉任江苏视学，曾巡视泰兴，今黄桥有其书法竹刻抱柱一副。

### 民国
- 民国元年，泰兴分为11个市，撤镇改称“黄桥市”。
- 1929年，改黄桥市为泰兴第四区，辖整洁、廉耻、简朴、礼义、古溪五个镇，溪北、分界、长生、诸葛等24乡，区公所驻黄桥。
- 抗日战争和第二次国共内战期间黄桥行政区划变动频繁.
- 1940年7月，新四军攻克黄桥，8月，陈毅进黄桥，十月，新四军打败韩德勤部三万人，取得“黄桥战役”的胜利。
- 1949年1月2日，解放軍蘇北部隊解放黃橋重鎮，殲國軍第二三〇師2個團大部及地方武裝3,000餘人，俘第二三〇師少將副師長蘇桂菁以下2,900人[2]:8768。1月3日，华东野战军攻占黄桥，成立了军管会，同时，泰县县政府和黄桥市政府迁入黄桥，地点在米巷丁万昌。6月，泰县县政府迁出，黄桥市划归泰兴县管辖；7月，撤黄桥市改为黄桥区，辖解放、团结、胜利、民主四镇，西洋、江堡、西安、太平、三里、浩堡、焦庄、金堡八个乡。

### 建国后
- 1957年11月29日，国务院第63次会议通过，设立黄桥县。后因故未予实施。
- 1994年4月三里乡并入黄桥镇，辖镇8个居委会，33个村民委员会。辖区40平方公里，人口近5万。
- 2000年3月，横巷乡并入黄桥镇，镇辖9个居民委员会，50个村民委员会，70多平方公里，人口近9.8万,老镇区人口3.3万.
- 2010年4月，原溪桥、刘陈、黄桥合并为新黄桥镇，全镇下辖12个居委会、55个村委会。辖区总面积175.95平方公里，人口19.16万人。
- 2010年10月，江苏省将黄桥列入强镇扩权试点镇，黄桥迎来一个新的发展时期。

## 自然地理
黄桥南濒靖江，东连如皋，北接姜堰，是苏中、苏北地区通往苏南的重要门户.历史上素有“北分淮倭，南接江潮”的水上枢纽之称.

## 行政区划
2009年以前辖区面积72.4平方公里，人口10万，其中建成区面积7.1平方公里，8万人口，号称苏北最大的集镇 。2010年3月，原溪桥镇、刘陈镇与黄桥镇合并设立新的黄桥镇，辖区面积175.95平方公里，人口19.12万人，辖12个居委会、55个村委会。
现辖：
口巷社区、东街社区、西街社区、南街社区、布巷社区、永丰巷社区、米巷社区、北街社区、震东社区、华溪社区、新南社区、白庄社区、太平村、横巷村、西洋庄村、韩庄村、祁巷村、余家庄村、站东村、朱何村、胜利村、东场村、直来桥村、西寺桥村、合心村、勤丰村、浩堡村、野屋村、封家庄村、三里村、东闾村、革新村、前进村、双桥村、樊家集村、翁庄村、南殷村、陈桥村、朱徐村、钱葛村、江堡村、诸马村、金堡村、吴韩村、野向村、华庄村、路庄村、中盐村、新洋村、王庄村、印院村、南沙村、南岱村、秦庄村、唐港村、东顾村、海顾村、大张村、黄坍村、刘陈村、杨春村、双联村、印家院村、鞠垛村、果园村、严徐村、吴家庄村、黄桥种猪场生活区和果园场生活区。

## 交通
黄桥镇位于泰兴市区以东，西邻河失镇，有新长铁路、宁靖盐高速公路和宁通高速公路穿越。纺织服装和猪副产品加工为该镇两大支柱产业，为“中国牛仔布名镇”。
- 新长铁路：泰兴站

## 经济
2012年，全镇实现地区生产总值64.46亿元，同比增长33%；工商税收收入2.75亿元，同比增长26.9%；完成规模以上固定资产投资29.5亿元，增长21.75%；实现农民人均纯收入12370元，比上年净增1707元。现代高效规模农业稳步发展，“三个万亩基地”建设扎实推进，连续三年获得泰州市高效农业十强乡镇第一名。
黄桥镇有小提琴之乡美名，每年生产各类提琴70余万只，约占世界总量的30%，中国总量的70%，产品销往欧美90多个国家和地区，是当地支柱产业。

## 名人
黄桥镇名人有地质学家丁文江、戏剧家丁西林、中科院院士王德宝等。该镇特产为黄桥烧饼。

## 人文与旅游
黄桥被列为中国历史文化名镇。

## 文物保护单位
以下是黄桥镇境内的各级文物保护单位：
| 名称                                | 编号                 | 分类                           | 年代                 | 地址                                                   | 公布                 |
| 全国重点文物保护单位                | 全国重点文物保护单位 | 全国重点文物保护单位           | 全国重点文物保护单位 | 全国重点文物保护单位                                   | 全国重点文物保护单位 |
| ----------------------------------- | -------------------- | ------------------------------ | -------------------- | ------------------------------------------------------ | -------------------- |
| 黄桥战斗旧址 - 新四军苏北指挥部旧址 | 7-1719               | 近现代历史遗迹及革命纪念建筑物 | 1940年               | - 米巷10号 - 珠巷124号 - 东进路61号 - 文明路东进中学内 |                      |
| 江苏省文物保护单位：                |                      |                                |                      |                                                        |                      |
| 黄桥民居群                          | 444                  | 古建筑                         | 明清                 | 黄桥镇十桥中路                                         | 2002年10月22日       |
| 泰兴市文物保护单位                  |                      |                                |                      |                                                        |                      |
| 黄桥裕泰和茶叶店                    |                      |                                | 清                   | 黄桥镇东场村                                           |                      |
| 直来桥纪念碑                        |                      |                                | 清                   | 黄桥镇直来桥村                                         |                      |
| 王德宝故居                          |                      |                                | 民国                 | 黄桥镇布巷封家园                                       |                      |
| 余学仙故居                          |                      |                                | 民国                 | 黄桥镇余家村                                           |                      |
| 顾孝子墓                            |                      |                                | 明清                 | 黄桥镇黄桥公园内                                       |                      |
| 福慧寺                              |                      |                                | 宋                   | 黄桥镇珠巷东首                                         |                      |
| 牛皋洗马池                          |                      |                                | 宋                   | 黄桥镇原黄桥中学内                                     |                      |
| 何御史府                            |                      |                                | 明                   | 黄桥镇罗家巷                                           |                      |
| 真武庙                              |                      |                                | 明                   | 黄桥镇永丰村                                           |                      |
| 石羊石马石龟                        |                      |                                | 明                   | 黄桥镇黄桥公园                                         |                      |
| 韩氏故宅                            |                      |                                | 明清                 | 黄桥镇王家巷                                           |                      |
| 宗镜庵                              |                      |                                | 明清                 | 黄桥镇王家巷西首                                       |                      |
| 韩秋岩故居                          |                      |                                | 清                   | 黄桥镇珠巷东首                                         |                      |
| 朱履先中将府                        |                      |                                | 清                   | 黄桥镇王家巷东首                                       |                      |
| 致富桥                              |                      |                                | 明清                 | 黄桥镇黄桥公园东侧河上                                 |                      |
| 文明桥                              |                      |                                | 现代                 | 黄桥镇直来桥村                                         |                      |
| 新四军黄桥战役革命烈士纪念塔        |                      |                                | 现代                 | 黄桥镇东长村                                           |                      |
| 粟裕骨灰安放处                      |                      |                                | 现代                 | 黄桥镇黄桥公园                                         |                      |
| 丁文江故居                          |                      |                                | 现代                 | 黄桥镇米巷                                             |                      |